# Період Кофун
Період Кофý́н  (яп. 古墳時代 — кофун дзідай) — епоха в історії Японії (250 (300) — 538). Перший підперіод епохи Ямато.
Інша назва — період курганів (яп. кофун — «курган»). Особливостями епохи є поширення культури курганів (кофун) та поява у районі Ямато (сучасна префектура Нара) однойменної японської держави.

## Періодизація
Епоха кофун поділяється на три періоди:
Ранній період (3- початок 4 століття)
- кургани кофун місцевої знаті: 
Сібутані-мукаїяма (渋谷向山古墳), місто Тенрі префектура Нара (так звана усипальниця імператора Кейко, довжина — 310 м)
Тьосідзука (銚子塚古墳), місто Кофу префектура Яманасі (168 м）
Дзінгу-ямадера (神宮寺山古墳), місто Окаяма префектура Окаяма（150 м）
Міцудзьо (三ツ城古墳), місто Хіґасіхіросіма префектура Хіросіма

Середній період (4-5 століття)
- кургани кофун місцевої знаті: 
Цукуріяма (造山古墳), місто Окаяма префектура Окаяма（360 м）
Цукуріяма 2 (作山古墳), місто Содзя префектура Окаяма（270 м）
- кургани кофун держави Ямато в регіоні Кінкі:
Дайсен (大仙古墳), місто Сакаї префектура Осака (так звана усипалниця імператора Нінтоку, 486 м)
Ґота-ґобьояма (誉田御廟山古墳), місто Хабікіно префектура Осака (так звана усипальниця імператора Одзіна, 420 м)
Камі-ісідзу-місандзай (上石津ミサンザイ古墳), місто Сакаї префектура Осака (так звана усипальниця імператора Рітю, 365 м)

Пізній період (6-7 столяття)
- кургани кофун держави Ямато:
Місемаруяма (見瀬丸山古墳), місто Касівара префектура Нара (так звана усипальниця імператора Кінмея, 318 м)

Основою для періодизації служить зіставлення датування курганів, проведеного за аналізом поховального начиння, з їх типолигізацією. У східних районах Японії (Канто і Тохоку) культура курганів збереглася до 8 століття. У зв'язку з цим ряд вчених виділяє окремий кінцевий період (7-8 століття).

## Японські кургани

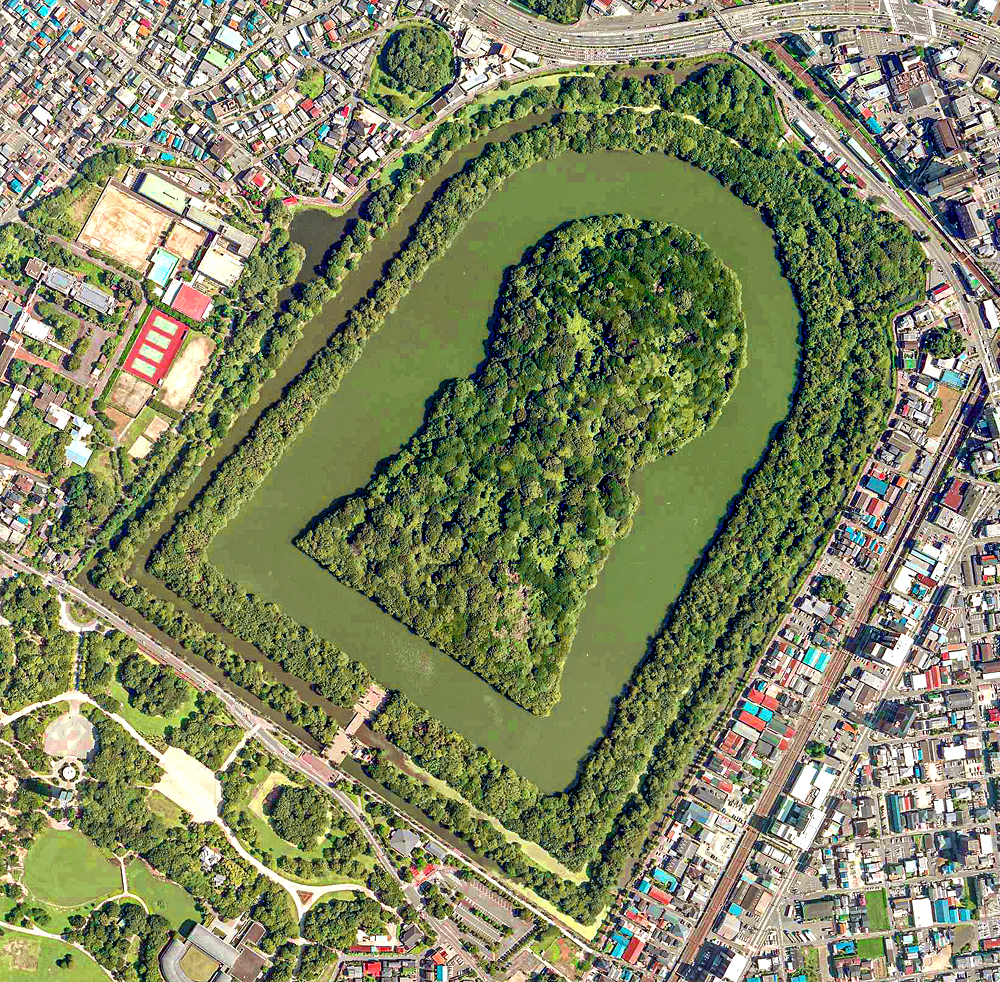
Курган Дайсенрьо, могила імператора Нінтоку, Осака, 5 століття.

Період кофун завдячує своїм іменем культурі курганів кофун (古墳 — «старий курган»), яка була поширена в Японії впродовж 5 століть.
Існує декілька типів цих курганів. Найпростіші та найстаріші — це земельні насипи у формі кола чи чотирикутника . Існують також типи, які поєднують ці дві прості форми: «коло-коло» (курган нагадує у розрізі вісімку), «чотирикутник-чотирикутник» (курган є схожий на трапецевидний шестикутник) та «чотирикутник-коло» (前方後円墳 — дзенпо коенфун; курган подібний до замкової щілини, див. малюнок зліва). Останній тип кургану вважається класичним кофун і є поширеним на більшій частині Японського архіпелагу.
Кургани кофун щонайбільше сягають 400 м в довжину. Вони мають кам'яну або дерев'яну гробницю, розміщену вертикально (縦穴 — татеана) чи горизонтально (横穴 — йокоана). Деякі кургани були оточені ровом. Часто кургани мали не гладку, а ступінчасту форму. По краях виступів розміщувалися глиняні статуї ханіва, які, за переказами, імітували почет похованого за його життя.
Курган був переважно могилою державців і знатних мужів. Проте з 7 століття поширився звичай ховати у малих курганах простолюдинів.
Найбільшими курганами кофун вважаються усипальниці імператорів Одзіна та Нінтоку.

## Держава Ямато

### Експансія

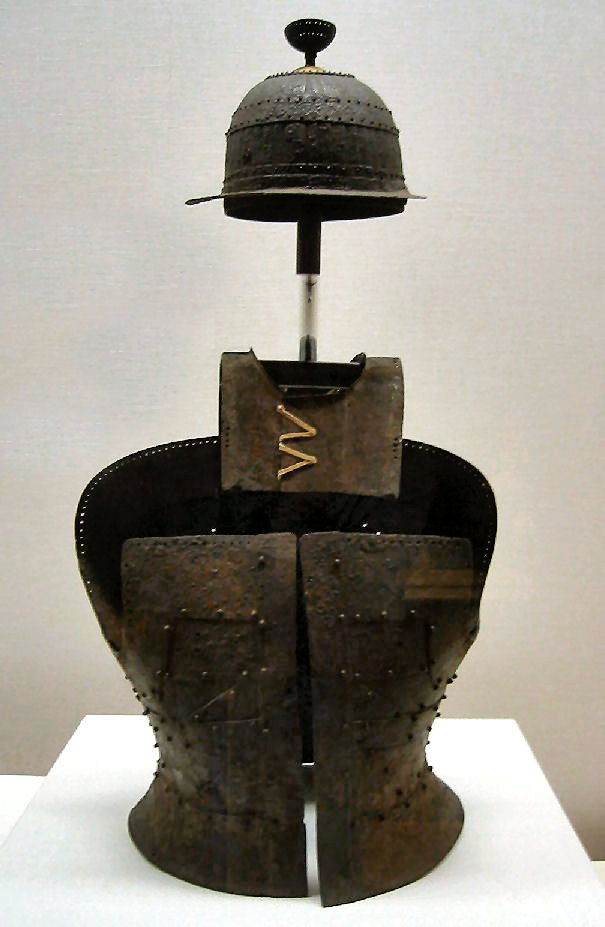
Залізний обладунок з прикрасами із бронзи, 5 століття. Токійський національний музей.

Ямато було агресивним політичним утворенням. У «Ніхон Сьокі» (720) згадується діяльність легендарного принца Ямато Такеру, який у 4 столітті зруйнував держави Кібі та Ідзумо. Описуються також його походи на племена кумасо (сучю префектура Кумамото) а також непокірних у Східному Хонсю (ймовірно прото-айнів).
У 6 столітті Ямато поширило свою владу на подібні їй держави на островах Хонсю і Кюсю, створивши федеративний союз. Яматосці змогли також завоювати землі на півдні Корейського півострова — країну Мімана. Активне втручання у справи корейських королівств сприяло міграційним процесам між півостровом і архіпелагом. Це, в свою чергу, пришвидшувало імпорт досягнень континентальної цивілізації у сфері державобудівництва.

### Суспільство
Соціальна організація держави Ямато достеменно невідома. Аналогії з японським суспільством 8 століття приводять до висновку, що Ямато складалося з кількох значних кровноспоріднених родових груп — удзі (氏, в західній історіографії перекладається як клан). Голови цих кланів, удзікамі (氏上) підпорядковувалися військовому вождю о-кімі (御君), який також був головним жерцем країни (з 8 століття він стане називатися тенно — «імператор»).
Престиж багатьох кланів Ямато був пов'язаний із їх «божественною генеалогією». Кожен з них мав свого сінтоїстського бога першопредка. Так першопредок о-кімі, богиня сонця Аматерасу Омікамі, займала найвище місце у пантеоні японських богів, що гарантувало її «нащадку» найвищу посаду у державі. Голови кланів, родовід яких виводився від богів нижчих рангів, були приречені назавжди бути підлеглими о-кімі. Ті ж клани, котрі походили від корейських знатних родів чи китайських переселенців, не могли активно впливати на державні справи через відсутність сінтоїстського бога першопредка.
З 5 століття яматоські клани активно вели боротьбу за обмеження впливу о-кімі, зберігаючи його династичні права на головування країною. Першими радниками о-кімі, а по-суті диктаторами Ямато, став клан Кацураґі (葛城氏), а за ним військовий клан Отомо (大伴氏). Війна за посади послабила тубільну знать і посилила роль аристократії мігрантського походження. Останні на чолі з кланом Соґа (蘇我氏), який прийняв Будду як свого бога — покровителя і першопредка (538), вступили у відкритий збройний конфлікт з кланом Монообе(物部氏), захисниками традиційних вірувань. Сога перемогли, і встановили свою диктатуру.

## Внесок
В період Кофун вперше землі Кюсю, Західного і Центрального Хонсю були об'єднані в межах однієї держави — Ямато. Її активна участь у міжнародних відносинах, прийняття мігрантів та буддизму сприяла її інкорпорації у Східно-Азійський цивілізаційний ареал